# Opération Biting
Pour les articles homonymes, voir Bruneval.
Seconde Guerre mondiale - Bataille de l'Atlantique (1940)
Batailles
Bataille de l'Atlantique
- Bataille des Caraïbes
- Blocus allié de l'Allemagne
- Guerre météorologique
- Bataille du Rio de la Plata
- Opération Berlin
- Bataille du détroit de Danemark
- Opération Neuland
- Torpedo Alley
- Opération Paukenschlag
- Opération Postmaster
- Opération Cerberus
- Opération Biting
- Opération Chariot
- Bataille du Saint-Laurent
- Opération Frankton
- Bataille de la mer de Barents
- Mai Noir
- Bataille du cap Nord
- Opération Stonewall
- Opération Teardrop

Front d'Europe de l'ouest

Front d'Europe de l'est

Campagnes d'Afrique, du Moyen-Orient et de Méditerranée

Guerre du Pacifique

Guerre sino-japonaise

Théâtre américain
L'opération Biting (« morsure »), aussi connu sous le nom de raid de Bruneval, est un raid britannique de la Seconde Guerre mondiale mené par la Royal Air Force, un régiment de parachutistes, la Royal Navy, et des hommes de troupe spécialement entraînés pour une action de commando. L'opération a lieu sur la falaise de La Poterie-Cap-d'Antifer, sur la côte normande, dans la nuit du 27 au 28 février 1942. Son but était de se saisir des principaux éléments d'un radar allemand, dont les spécifications et la technologie étaient alors inconnues des Alliés, tout en faisant croire à sa destruction.

## Contexte
« C'est au radar que le Royaume-Uni doit fondamentalement de n'avoir pas été envahie durant l'été 1940 après avoir succombé sous le poids des bombardements de la Luftwaffe », note le colonel Rémy (Mémoires d'un agent secret de la France libre), dont le réseau de renseignement Confrérie Notre-Dame a effectué un travail essentiel dans la préparation de l'opération Biting. Le radar, nouveau dispositif de détection, permet aux Britanniques d'intercepter les escadres aériennes allemandes qui ont pour tâche de préparer un débarquement en Grande-Bretagne.
Les services secrets britanniques savent que l'ennemi, lors du rapatriement à Dunkerque de la British Expeditionary Force (1940), s'est emparé d'un matériel qui lui a permis de réaliser de rapides progrès dans le domaine de l'électronique ; l'invention du radar de type Würzburg qui mesure la distance, l’altitude et l’orientation, en est un exemple. L'utilisation de ce nouveau modèle de radar par les Allemands se retourne contre la Royal Air Force, passée à l'offensive en février 1942.
Mais détruire le poste radar installé sur la falaise de La Poterie-Cap-d'Antifer ne paraît pas suffisant aux yeux du vice-amiral Louis Mountbatten, à la tête des Combined Operations. Selon lui, l'important est de s'emparer des pièces essentielles du poste afin de permettre aux scientifiques britanniques de juger du degré de perfectionnement atteint par le radar allemand et de trouver le moyen de le rendre inefficace.
Les aspects techniques et scientifiques de l'opération sont chapeautés de près par le savant Reginald Victor Jones, chef du renseignement scientifique, qui « briefera » techniquement le jeune adjudant Cox, projectionniste de cinéma et radio amateur qualifié dans le civil, qui est chargé du démontage des composants « sensibles » du Wurtzburg. 
Cox est rattaché à la Royal Air Force (RAF - l'aviation) et Jones craint que cela ne le dénonce en cas de capture (les autres parachutistes relèvent de l'armée de terre avec un uniforme différent). Jones s'efforce en vain  de convaincre l’État Major de l'armée d'incorporer Cox le temps de la mission.
Outre l’intérêt que représente pour la Royal Air Force l’examen du radar, le Grand État-Major allié souhaite faire agir ensemble, pour la première fois, les armes de mer, de terre, de l’air, ainsi que des troupes aéroportées, en tirant de cette expérience des enseignements du plus grand intérêt. C’est l’occasion d’en finir avec la phase purement défensive consécutive à la campagne de France, et c’est aussi porter un coup audacieux contre un ennemi réputé invincible.

## Chronologie

### La préparation

No. 51 Squadron RAF.

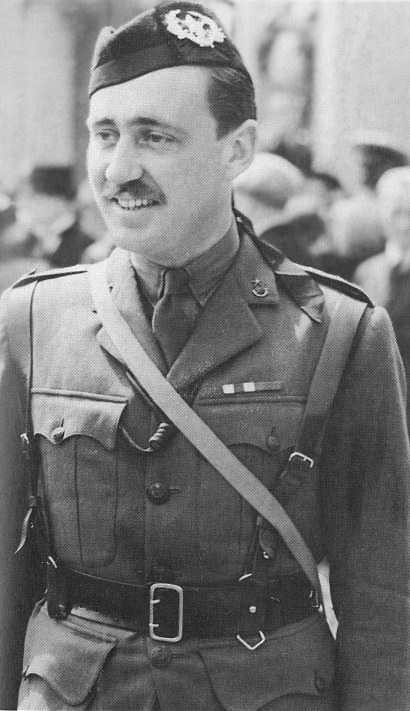
Le commandant Frost.

Pendant plusieurs semaines, l’objectif est photographié, reproduit sous forme de maquettes, et les parachutistes apprennent par cœur tous les détails du terrain. L’entraînement est intensif, avec des sauts à diverses altitudes par tous les temps, l’installation de nids de résistance sous tir réel, l’apprentissage d’une technique très poussée de toutes les formes d’assaut, la conduite de véhicules capturés à l’ennemi…
L’opération nécessite l’union de trois conditions idéales :
- un vent modéré, afin que le parachutiste ne soit pas déporté loin du point fixé pour son atterrissage ;
- une bonne visibilité pour permettre de repérer exactement ce point ;
- une marée propice et une mer calme, de façon à serrer au plus près le point choisi pour le rembarquement.

### L'opération
En fin d'après-midi du 27 février, par un soleil éclatant et une mer calme, les forces navales se mettent en route escortées par deux contre-torpilleurs. À la nuit tombée, les avions Whitley décollent. Selon le major (commandant en français) Frost, commandant de l'opération, « le moral est magnifique ».
Les parachutistes sautent au-dessus de l'objectif, et arrivent au sol non loin du centre de La Poterie-Cap-d'Antifer, mais tout ne se passe pas comme prévu : les deux compagnies de parachutistes sont séparées par les caprices du vent. Ils finissent par se regrouper autour du point de rassemblement d'où chaque groupe se dirige vers son objectif. Frost et treize hommes prennent le Manoir de la Falaise, dont le seul défenseur est abattu.
Au même moment, le lieutenant Vernon et son groupe de sapeurs s'en prennent à l'installation radar allemande, préalablement dépouillée par l'adjudant Cox de ses éléments essentiels. Au cours des échanges de coups de feu, le radar est détruit, mais ses composants essentiels sont tout de même récupérés. Le radariste allemand, qui avait tenté de s'enfuir, fait une glissade sur la pente de la falaise et est capturé. Interrogé en Angleterre par Jones et un panel de techniciens de pointe, il est coopératif, mais peu utile, son bagage technico-scientifique s'avérant limité.
RV Jones, après guerre, interrogera le général Kammhuber, responsable des radars allemands, qui lui indiquera que son service avait une priorité très basse dans le recrutement du personnel et a été obligé de « faire avec » les rebuts des autres services. En fait, la qualité du Würzburg est telle qu'un technicien peu qualifié suffisait à obtenir des résultats efficaces.
Puis Frost et ses hommes commencent à préparer le repli vers la plage de Bruneval : une position défensive allemande est établie sur le contrefort de la falaise à l'endroit où celle-ci descend jusqu'au point d'embarquement. Il faut faire vite pour permettre le rapatriement des autres groupes alors qu'au loin apparaissent les phares de trois voitures allemandes.
À 2 h 35, l'embarquement à bord des landing-crafts se fait sous un feu nourri. Sapeurs, prisonniers et blessés sont embarqués les premiers. Dans l'intérieur des terres, un bataillon blindé allemand approche mais trop tard. Le raid a duré moins de deux heures.
Aucun incident ne marque le retour de la flottille escortée par des avions de la Royal Air Force, même s'il faut quatorze heures pour rallier la côte britannique. L'accueil des hommes des Combined Operations est triomphal, à la mesure de cet audacieux coup de force.

## Bilan

### Côté britannique
Bien que détérioré au cours de l'opération, le matériel électronique du radar rapporté au Royaume-Uni par les hommes de Frost permet de subtiliser les connaissances des Allemands en matière de radar. Des mesures sont prises en conséquence, dont les effets se feront sentir jusqu'à la fin de la guerre : les éléments rapportés permettent aux savants britanniques de brouiller les écrans radar allemands avant de passer à l'action. Ce brouillage viendra en complément de méthodes plus basiques comme le largage par avion sur les zones adéquates de lamelles de papier métallisé qui perturbent la détection aérienne.
L'opération confirme à quel point le renseignement reste crucial pour la préparation et le bon déroulement d'une action. Le raid a en effet été rendu possible par les photographies de la Royal Air Force, mais surtout par les informations très précises fournies par le réseau Confrérie Notre-Dame, dont le colonel Rémy est alors le chef.
Enfin, preuve est faite qu'avec une préparation méthodique, une collaboration étroite entre armes de mer, de terre, de l’air, le mur de l'Atlantique peut être menée avec des pertes minimes. L'opération contribue ainsi à regonfler le moral britannique. Ce raid, suivi ultérieurement d'autres coups de main audacieux à Saint-Nazaire et à Dieppe, est la préfiguration de la gigantesque opération combinée du débarquement le 6 juin 1944.

### Côté allemand
L'opération Biting suscite l'admiration du général allemand Kurt Student, chef des forces aéroportées de la Wehrmacht. Le raid jette le plus grand trouble au quartier général d'Hitler. Dans les semaines suivantes, après une inspection du général Rommel, l'évacuation du hameau de Bruneval est ordonnée.
Les éléments connus des Britanniques leur laissent penser que les Allemands n'ont pas réellement compris l'objet de l'opération. Cependant, le général von der Heydte affirmera au lendemain de la guerre l'avoir bien réalisé en examinant les débris restants de la station radar. Haïssant le nazisme et souhaitant l'effondrement du Troisième Reich, il n'en souffle mot à personne en février 1942.

## Les suites

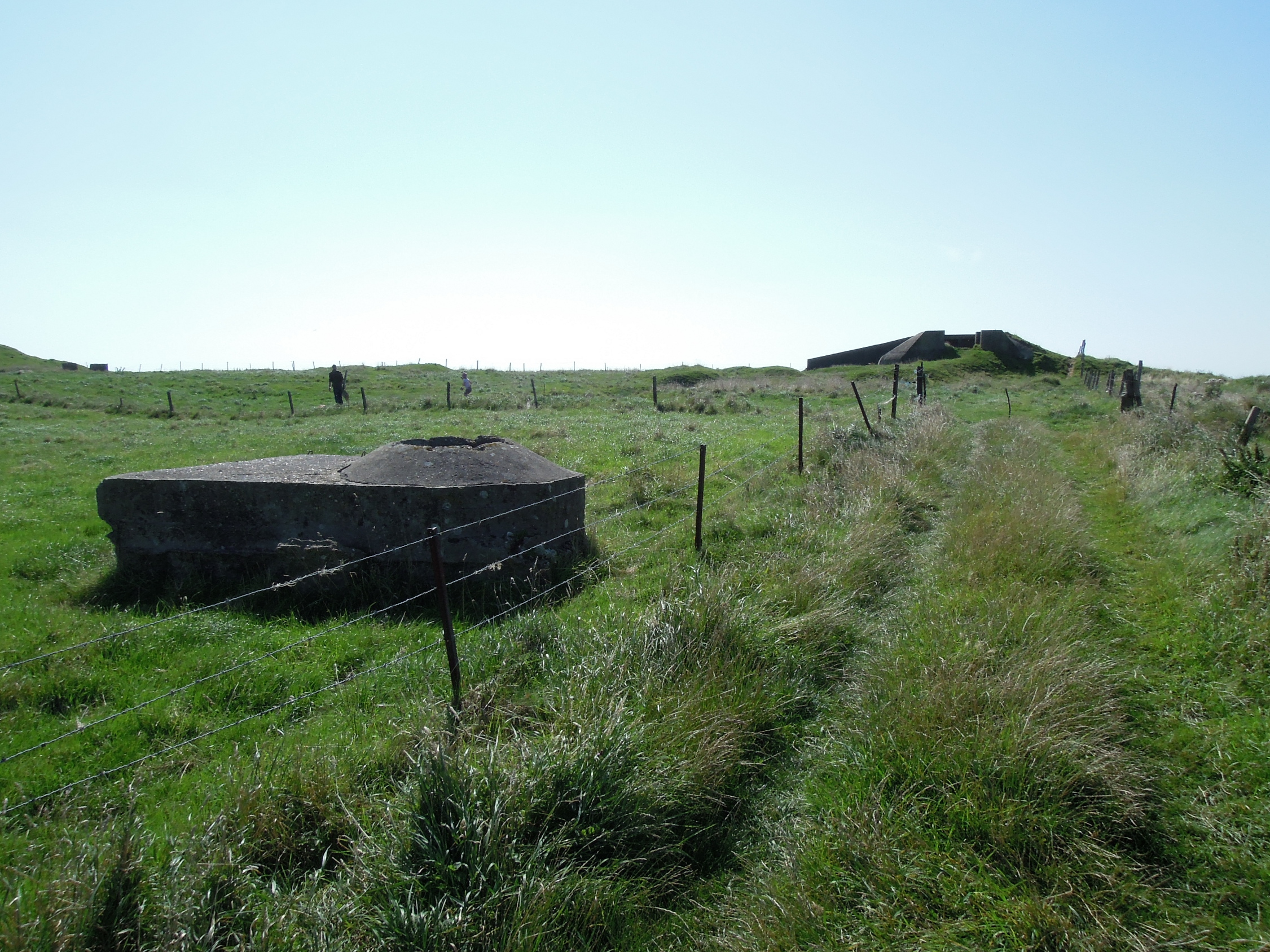
Entrée de la base radar Auerhahn / Cap d'Antifer en 2012. Ouvrage de type tobrouk (Ringstand 58c) au 1er plan et de type L411 pour projecteur de Flak (Werferstand für 60 cm Scheinwerfer) au second plan.

À la suite de l'opération, le radar est détruit ainsi que la villa (RV Jones notera sarcastiquement dans ses mémoires que cela revient à cadenasser l'écurie après que le cheval s'est enfui). La Luftwaffe ne juge pas l'emplacement compromis, au contraire : le terrain est maintenant encore plus dégagé et reste une situation idéale pour détecter tous mouvements d'avion venant d'Angleterre. La Luftwaffe décide de créer sur le site une base de détection très importante dotée de cinq radars. Cette base reçoit le nom de code de Auerhahn. Elle dispose d'un grand radar Wassermann S de 100 kW, de deux radars Freya et de deux radars Würzburg. En 1944, l'ensemble du site est fortement défendu par un réseau dense de barbelés, de champs de mines, de bunkers de Flak 20 mm et 37 mm.
Côté anglais, les responsables du renseignement scientifique réalisent que les Allemands pourraient bien leur rendre la pareille, et envoyer des paras capturer les savants qui travaillent au TRE, un laboratoire de pointe, véritable pépinière de talents en électronique, agréablement installé à Bournemouth, une station balnéaire de la côte sud de l'Angleterre. Jones et ses adjoints débarquent inopinément au laboratoire, armés et casqués, avec des mines de conspirateurs, pour créer un climat d'inquiétude et convaincre leurs collègues « boffins » (« crânes d’œuf ») de déménager dans des lieux plus sûrs. Cette mise en condition permet de déménager l’établissement, rebaptisé Royal Radar Establishment, à Malvern (Worcestershire) où un coup de main serait bien plus difficile à réaliser.

### Sources
- Colonel Rémy (préf. Maurice Schumann, postface Joseph Kessel), Mémoires d'un agent secret de la France libre, t. 1 : 18 juin 1940-19 juin 1942, « Le Refus », Paris, Éditions France-Empire, 1983 (ISBN 978-2-7048-0324-8)
- Alain Millet et Nicolas Bucourt, Raid de Bruneval et de la Poterie-cap d'Antifer, 27-28 février 1942 : mystères et vérite, Bayeux, Heimdal, 2012, 351 p. (ISBN 978-2-84048-315-1).